# Països del Regne Unit

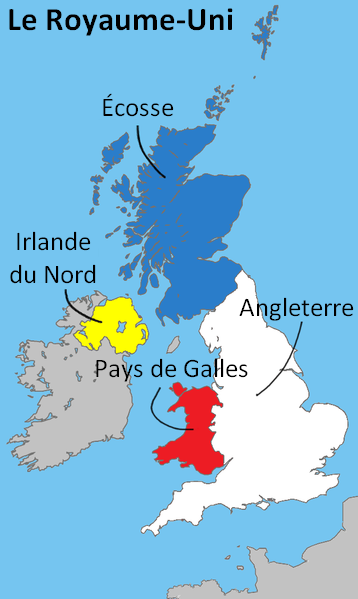
Mapa amb els quatre països o nacions constitutives del Regne Unit: Escòcia, Irlanda del Nord, Anglaterra i Gal·les.

L'expressió països del Regne Unit designa les nacions d'Anglaterra, Irlanda del Nord, Escòcia i Gal·les, que units, formen el Regne Unit de Gran Bretanya i Irlanda del Nord, un Estat sobirà europeu. S'utilitzen així mateix els qualificatius de "nacions constitutives" i "Home Nations" per designar-les, aquest últim principalment per a finalitats esportives.
El terme "país" és el més comú, principalment a causa de la inexistència d'una constitució britànica formal i a la llarga i complexa història de la formació del Regne Unit. D'igual manera, aquests països no tenen una denominació oficial, per la qual cosa no se'ls pot considerar subdivisions formals del Regne Unit i, de vegades, es fa ús de termes diversos per referir-s'hi.
Com a Estat sobirà, el Regne Unit és l'ens que representa a tots aquests països en organitzacions internacionals, com a Nacions Unides o la Unió Europea.
El parlament i el govern del Regne Unit breguen amb assumptes relacionats amb Irlanda del Nord, Escòcia i Gal·les que no hagin estat transferits, però no interfereix d'altra banda en els temes que siguin competència de l'Assemblea d'Irlanda del Nord, el Parlament Escocès i l'Assemblea de Gal·les. Anglaterra, no obstant això, és responsabilitat del parlament britànic, amb seu a Londres.
Les Illes del Canal i l'Illa de Man són dependències de la Corona britànica, però no formen part del Regne Unit ni de la Unió Europea.

## Taula resum
| Nombre           | Bandera | Àrea (km²) | Població (est. de 2010) | Capital  | Parlament descentralitzat | Sistema legal                                             |
| ---------------- | ------- | ---------- | ----------------------- | -------- | ------------------------- | --------------------------------------------------------- |
| Anglaterra       |         | 130.395    | 51,6 milions            | Londres  | No                        | Dret anglès                                               |
| Escòcia          |         | 78.772     | 5,2 milions             | Edimburg | Sí                        | Dret escocès                                              |
| Gal·les          |         | 20.779     | 3,0 milions             | Cardiff  | Sí                        | Dret anglès amb alguns poders independents i Dret gal·lès |
| Irlanda del Nord | [ a ]   | 14.130     | 1,8 milions             | Belfast  | Sí                        | Dret d'Irlanda del Nord i Dret irlandès                   |
| Regne Unit       |         | 243.789    | 62,1 milions            | Londres  |                           |                                                           |